# Rae Dawn Chong
Rae Dawn Chong (Edmonton, Alberta; 28 de febrero de 1961) es una actriz canadiense-estadounidense. Recordada por sus papeles en los filmes La Guerre du feu (1981), El color púrpura (1985), Choose Me (1984), Beat Street (1984) y Commando (1985); y por sus apariciones en series de televisión. Ganadora del Premio Genie 1981 a la mejor actriz principal, por su papel en el filme La Guerre du feu.

## Biografía
Hija del actor Tommy Chong y de Maxine Sneed, fue criada por su abuela paterna. Sus ancestros son de distintos orígenes étnicos. Tiene cuatro hermanos: Robbi Chong, Marcus Chong, Paris Chong, Gilbran Chong. Robbi es también actriz.

## Filmografía
- La Guerre du feu (1981)
- Choose Me (1984)
- Cheech & Chong's The Corsican Brothers (1984)
- Beat Street (1984)
- Fear City (1984)
- City Limits (1985)
- American Flyers (1985)
- Commando (1985)
- El color púrpura (1985)
- Soul Man (1986)
- Running Out of Luck (1987)
- The Squeeze (1987)
- The Principal (1987)
- Walking After Midnight (1988)
- Rude Awakening (1989)
- Tales from the Darkside: The Movie (1990)
- Far Out Man (1990)
- Chaindance (1990)
- Denial (1990)
- The Borrower (1991)
- Prison Stories: Women on the Inside (1991)
- When the Party's Over (1992)
- Amazon (1992)
- Time Runner (1993)
- Boulevard (1994)
- Boca (1994)
- Power of Attorney (1995)
- Crying Freeman (1995)
- The Break (1995)
- Hideaway (1995)
- Starlight (1996)
- La máscara de la muerte (1996)
- Highball (1997)
- Goodbye America (1997)
- Small Time (1998)
- Dangerous Attraction (2000)
- The Visit (2000)
- Constellation (2005)
- Force of Impact (2006)
- Jeff, Who Lives at Home (2011)

### Series de televisión
- Top of the Hill (1980)
- Badge of the Assassin (1985)
- Curiosity Kills (1990)
- Nitecap (1992)
- Melrose Place (1992–1993)
- Father & Son: Dangerous Relations (1993)
- Highlander: The Series (1996)
- Valentine's Day (1998)
- Mysterious Ways (2000–2002)[1]
- Wild Card (2003)
- Deadly Skies (2005)
- That's So Raven (2007)